# Rolf Stommelen

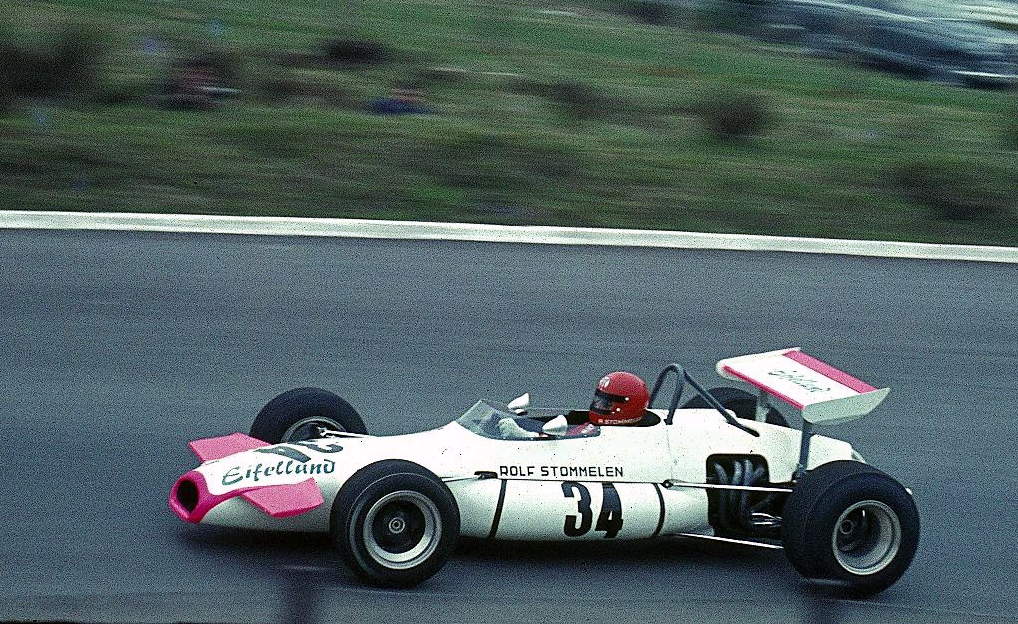
Rolf Stommelenn sur Brabham BT30 F2 au Nurburgring lors de l'Eifelrennen 1970.

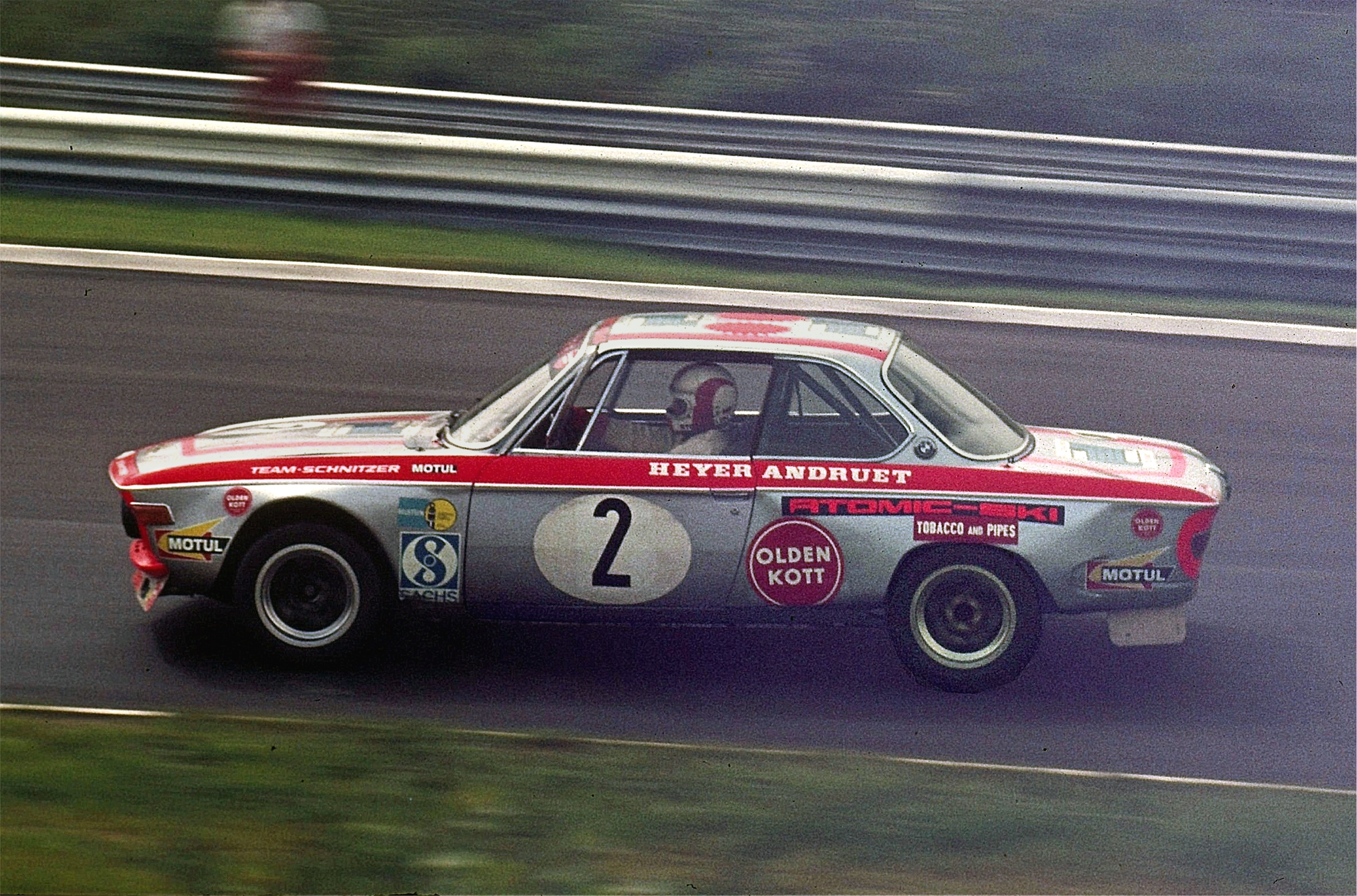
Stommelen sur BMW 2800 CS Team Schnitzer-Motul lors des 6 heures du Nurburgring en 1972.

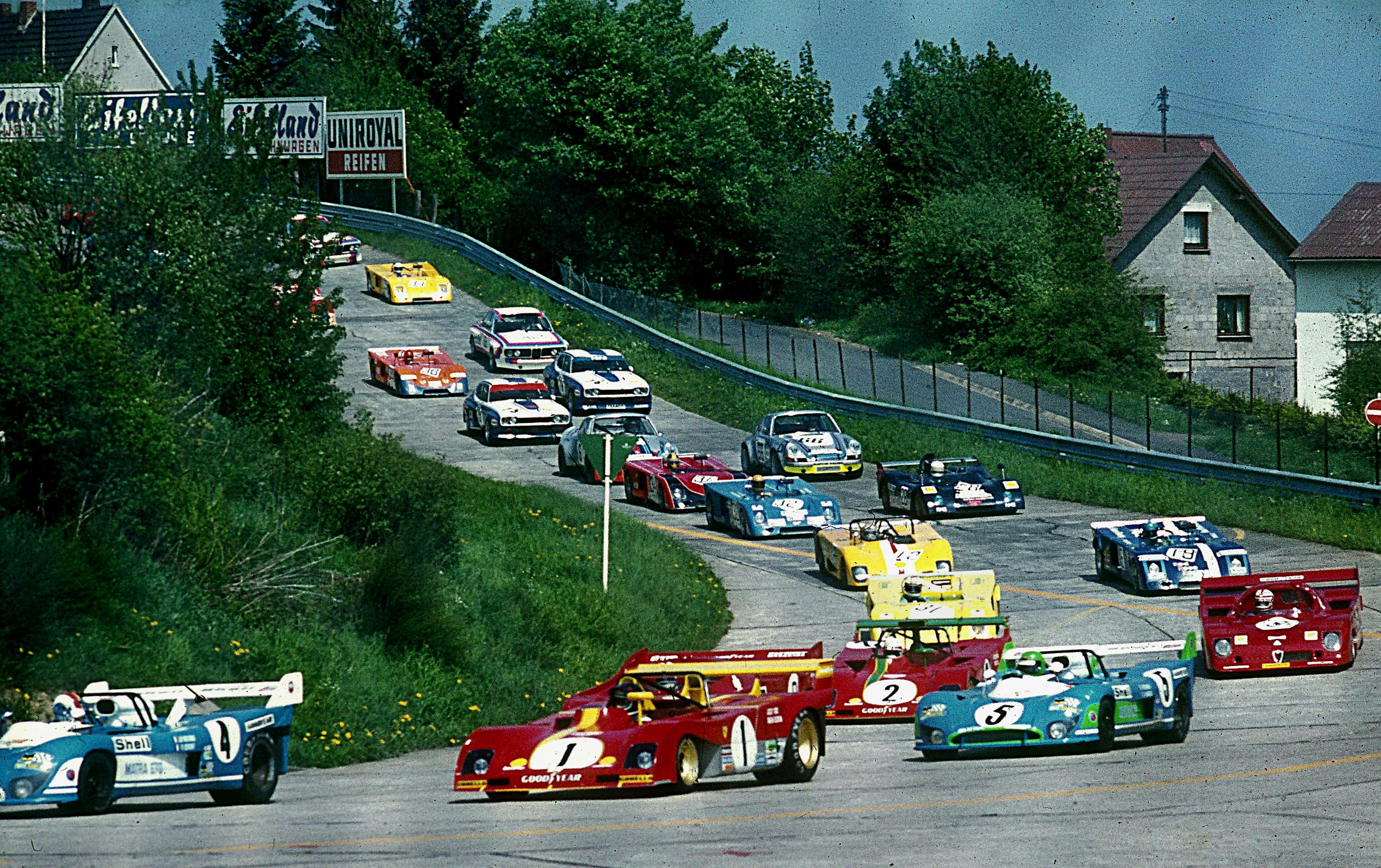
Stommelen sur Alfa (no 8) aux 1000 km du Nürburgring 1973.

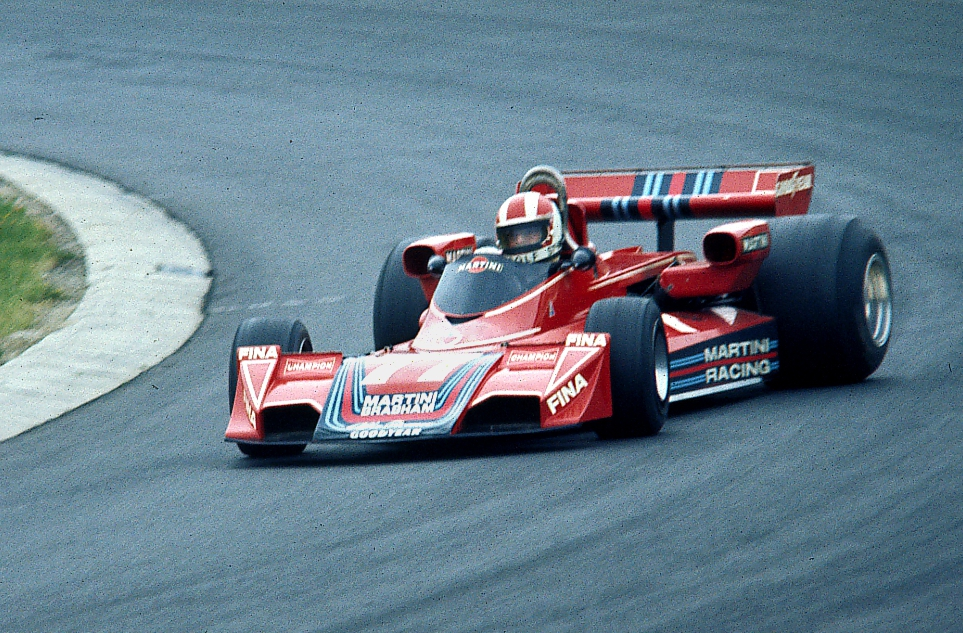
Stommelen sur Brabham BT45 au Nurburgring en 1976.

Rolf-Johann Stommelen est un pilote automobile allemand né le  11 juillet 1943 à Siegen et mort dans un accident de course le 24 avril 1983 à Riverside. C'était un pilote d'endurance réputé, conduisant principalement des Porsche. Il a également pris le départ de 53 Grands Prix du championnat du monde de Formule 1 entre 1970 et 1978, marquant 14 points et signant un podium.

## Biographie sportive
Rolf Stommelen commence en sport automobile en 1964 en endurance au volant de sa propre Porsche 904 GS, modèle qui lui permet aussi de disputer ses courses de côte jusqu'en 1966, et d'obtenir trois seconde places en Deutsche Rennsport Meisterschaft. Il attire ainsi petit à petit l'œil de l'écurie officielle Porsche qui l'engage pour disputer les 24 Heures du Mans 1966 où il se classe septième. Avec une Porsche 910 d'usine, il remporte sa première victoire d'envergure lors de l'édition 1967 de la Targa Florio en compagnie de Paul Hawkins. 
En 1967 et 1968, il devient vice-champion d'Europe de la montagne sur Porsche (il gagne notamment la côte du Gaisberg et celle de Rossfeld en 1967 sur Porsche 910 Bergspyder). En 1968, il remporte les 24 Heures de Daytona sur Porsche 907 (et récidive en 1978, 1980 et 1982) puis les 1 000 kilomètres de Paris, termine second des 1 000 kilomètres du Nürburgring et des 1 000 kilomètres de Monza, et troisième des 24 Heures du Mans et des 24 Heures de Spa-Francorchamps. 
Stommelen réalise la pole position des 24 heures du Mans 1969 sur une Porsche 917 LH  mais est contraint à l'abandon en course. Cette même année, il devient l'homme le plus rapide du monde sur une voiture Porsche, avec plus de 350 km/h. En 1969, il dispute son premier Grand Prix de Formule 1 en Allemagne sur une Lotus 59B de Formule 2 (pour étoffer le plateau, les courses de Formule 1 sont ouvertes aux monoplaces de F2). Après une vingtième place en qualifications, il termine huitième et quatrième des Formule 2, performance honorable pour un premier essai. 
En 1970, parallèlement aux courses d'endurance où il obtient plusieurs places d'honneur pour Alfa Romeo, il débute en championnat du monde de Formule 1 au volant d'une Brabham BT33 de l'écurie Auto Motor und Sport qui souhaite le retour complet d'un pilote allemand en championnat du monde (le dernier Allemand engagé sur une saison entière était Wolfgang von Trips en 1961). Sa première saison en Formule 1 est sa meilleure : il se classe cinquième en Belgique et en Allemagne puis monte sur la troisième marche du podium lors du Grand Prix d'Autriche. À l'issue de la saison, il a inscrit 10 points et se classe onzième du championnat. Il gagne au passage la côte du Schauinsland avec sa Brabham BT30 en championnat d'Europe de la montagne.  
En 1971, il poursuit en Formule 1, désormais au sein de l'écurie Surtees Racing Organisation de John Surtees. Au volant des TS7 et TS9 conçues par Peter Connew qui vient de quitter l'écurie avant d'en achever le développement complet, il ne peut guère se mettre en valeur mais réussit néanmoins à inscrire des points à deux reprises (sixième à Monaco puis cinquième en Grande-Bretagne). Avec 3 points, il termine la saison au dix-huitième rang. Il dispute également la saison de Formule 2 au sein de l'écurie allemande Eifelland Racing où il se met en évidence en obtenant deux podiums. Toujours en 1971, preuve de son éclectisme au volant, il s'engage en NASCAR pour disputer la course de Talladega : il se qualifie en sixième position mais ne connaît pas la réussite en course (il renouvelle l'expérience NASCAR l'année suivante et inscrit trois points au championnat). Enfin, il poursuit sa carrière en endurance, désormais au sein d'Autodelta, la branche sportive d'Alfa Romeo et, au volant d'une Alfa Romeo Tipo 33/3, termine second des 12 Heures de Sebring.
En 1972, Stommelen, remercié par Surtees à la suite de ses critiques quant aux piètres performances de ses monoplaces, se retrouve sans volant en Formule 1 alors que Eifelland Racing décide de se lancer dans la discipline : un accord entre les partenaires de Formule 2 est vite trouvé. Sur la base d'un châssis-client March 721 de la saison précédente, le designer Luigi Colani développe l'Eifelland E21, monoplace révolutionnaire : elle troque ses classiques rétroviseurs latéraux contre un unique « rétroviseur-périscope » installé juste devant le pilote. Cette disposition originale a pour but d'améliorer la rétrovision génée par les imposants ailerons arrière. L'autre particularité de la monoplace est l'emplacement de sa prise d'air de refroidissement située juste en deçà dudit périscope, au niveau du cockpit, devant le volant. Stommelen réussit l'exploit de qualifier sa E21-Cosworth pour l'ensemble des épreuves auxquelles il était engagé. Il obtient même la quatorzième place sur la grille lors de son Grand Prix national. Il n'abandonne qu'à deux reprises seulement (sur accident puis sur problème électrique) et se classe régulièrement entre la dixième et la seizième place finale. Malheureusement, au bout de huit Grands Prix, Eifelland n'a plus assez de liquidités pour entretenir le V8 Cosworth et pour assurer le développement de son originale monoplace. La société abandonne la compétition et Stommelen ne termine pas la saison.
En 1973, sans volant en Formule 1, il se concentre sur son programme d'endurance, toujours au sein d'Autodelta. Il fait son retour en Formule 1 pour quatre piges chez Ceramica Pagnossin Team où, au volant d'une Brabham, il remplace Andrea de Adamich qui arrête sa carrière automobile après avoir été la seule victime du carambolage du départ du Grand Prix de Grande-Bretagne. Stommelen se qualifie pour chacun des Grands Prix auxquels il est engagé mais ne parvient pas à inscrire de point. 
En 1974, après une saison frustrante en endurance en 1973, il obtient quelques places d'honneur puis effectue une nouvelle pige en Formule 1 pour remplacer Guy Edwards qui s'est cassé le poignet dans un accident de Formule 5000. Mais sa saison sera raccourcie par un accident en F5000. Chez Embassy-Hill, l'écurie du champion Graham Hill, au volant d'une peu performante Lola T370, il se qualifie à nouveau pour chacun des Grands Prix auxquels il est engagé mais ne parvient pas à se classer dans les points.
En 1975, Edwards n'étant toujours pas rétabli, il poursuit en Formule 1 chez Hill qui produit sa propre monoplace engagée à partir du Grand Prix d'Espagne sur le dépassé circuit barcelonais de Montjuich. Après s'être qualifié en neuvième position au volant de la nouvelle GH1, il prend la tête de la course au dix-septième tour à la suite de l'abandon de Mario Andretti et se bat pour la victoire face au Brésilien Carlos Pace quand, au vingt-sixième tour, son aileron arrière se rompt et provoque un crash terrible où cinq spectateurs sont tués et des dizaines sont blessés. Rolf Stommelen, gravement blessé, ne fait son retour qu'à partir du douzième Grand Prix de la saison, en Autriche où il termine seizième. Il est victime d'un nouvel accident dès le début de l'épreuve suivante, en Italie et stoppe alors sa saison. 
En 1976, il fait son retour victorieux en endurance chez Martini-Porsche : il gagne à Enna-Pergusa et à Watkins Glen. Martini Racing étant également engagé en Formule 1 avec Carlos Reutemann et Carlos Pace sur des Brabham BT45 à moteur Alfa Romeo, Stommelen est récompensé de ses succès en endurance par un engagement sur une troisième voiture en Allemagne pour son Grand Prix national. La monoplace est peu performante avec son moteur Alfa peu fiable mais, en terminant sixième, Rolf inscrit son dernier point en Formule 1, son premier depuis 1971. Il effectue une pige aux Pays-Bas sur une Hesketh du Penthouse Rizla Racing et termine en milieu de classement puis est à nouveau engagé par Martini Racing au Grand Prix d'Italie pour remplacer Reutemann parti chez Ferrari (il abandonne au quarante-et-unième tour et Martini choisit de n'engager qu'une seule monoplace, pour Pace au Canada, avant de choisir Larry Perkins en second pilote). 

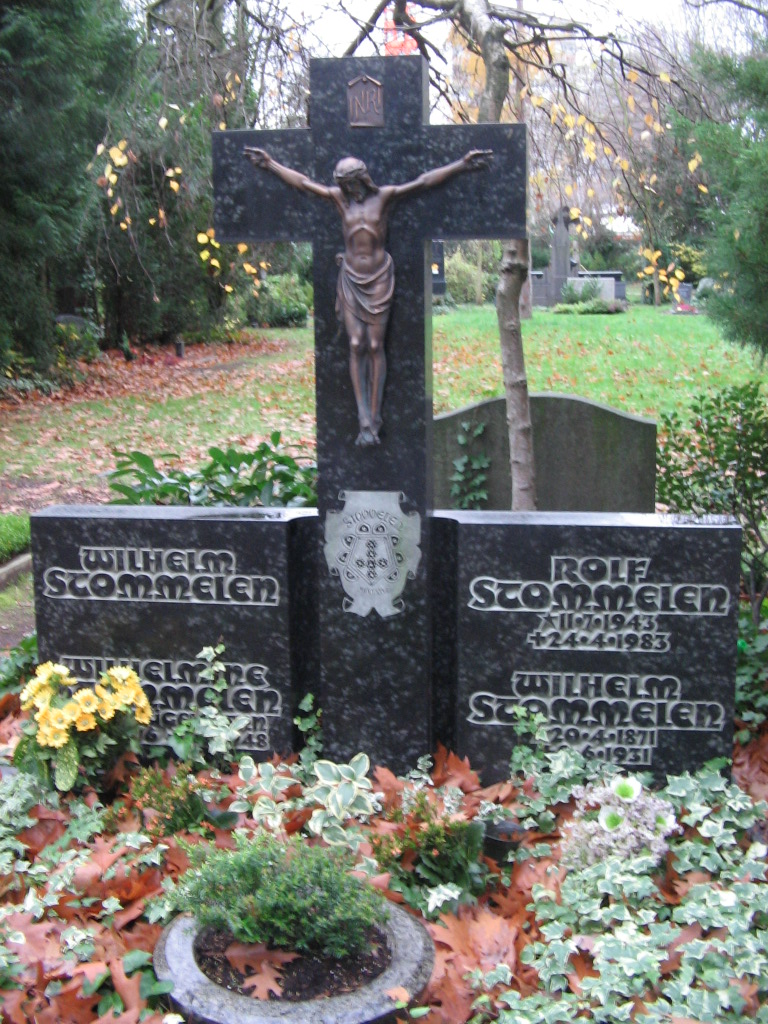
La tombe familiale de Rolf Stommelen.

En 1977, au volant d'une Porsche 935 turbo, il brille à nouveau en endurance où il devient champion du monde de voitures de sport grâce notamment à ses victoires aux 6 Heures du Mugello et aux 1 000 kilomètres du Nürburgring. En 1978, il effectue son énième retour en Formule 1 chez Arrows, écurie débutante née à la suite d'un schisme au sein de l'écurie Shadow de Don Nichols. Jackie Oliver, Tony Southgate et Alan Rees quittent Nicholls pour créer Arrows. L'Arrows FA1 devait au départ être confiée à Riccardo Patrese et Gunnar Nilsson mais celui-ci, victime d'un cancer, décède sans en avoir pris le volant. Stommelen reçoit le soutien du brasseur allemand Warsteiner, principal commanditaire de l'équipe. Les débuts de la jeune écurie sont prometteurs, surtout grâce à Patrese, Stommelen naviguant dans le ventre mou du classement. Don Nicholls intente alors un procès à Arrows pour plagiat car la FA1 est une copie de la Shadow DN9. À la suite de la perte de ce procès, Arrows doit céder à Shadow toutes les pièces de la FA1 et créer une nouvelle monoplace, la A1. Les performances de la nouvelle monoplace sont en net retrait et Stommelen essuie à son volant cinq non-qualifications en sept tentatives qui sonnent le glas de sa carrière en Formule 1.
Il se consacre alors exclusivement à l'endurance et aux voitures de Sport où il étoffe un peu plus son palmarès. Il remporte trois victoires en championnat Interserie 1979 sur Porsche 908/3 Turbo, finissant alors troisième de la série. Cette même année, il termine deuxième des 24 Heures du Mans en compagnie de Dick Barbour, patron de l'écurie, et de l'acteur Paul Newman. Il gagne aussi, sur Porsche 935 turbo, les 24 Heures de Daytona en 1978 et 1980, les 1 000 kilomètres du Nürburgring en 1980, et les 500 miles d'Elkhart Lake puis du Lumbermens 500 en 1981.
Le 24 avril 1983, alors qu'il dispute une épreuve du championnat IMSA GT à Riverside au volant d'une Porsche 935 turbo de l'équipe John Fitzpatrick Racing, son aileron arrière se détache ; Rolf sort de la piste et meurt sur le coup, à 39 ans. Il est enterré au Melaten-Friedhof de Cologne.

## Résultats en championnat du monde de Formule 1
| Saison | Écurie                                             | Châssis                      | Moteur           | Pneus              | GP disputés | Points inscrits | Podiums | Abandons | Classement |
| ------ | -------------------------------------------------- | ---------------------------- | ---------------- | ------------------ | ----------- | --------------- | ------- | -------- | ---------- |
| 1970   | Auto Motor Und Sport                               | Brabham BT33                 | Ford Cosworth V8 | Goodyear           | 10          | 10              | 1       | 4        | 11e        |
| 1971   | Auto Motor und Sport Team Surtees                  | TS7 TS9                      | Ford Cosworth V8 | Firestone          | 9           | 3               | 0       | 2        | 18e        |
| 1972   | Team Eifelland Caravans                            | E21                          | Ford Cosworth V8 | Goodyear           | 8           | 0               | 0       | 2        | 30e        |
| 1973   | Ceramica Pagnossin Team MRD                        | Brabham BT42                 | Ford Cosworth V8 | Goodyear           | 4           | 0               | 0       | 1        | n.c.       |
| 1974   | Embassy Racing with Graham Hill                    | Lola T370                    | Ford Cosworth V8 | Firestone Goodyear | 4           | 0               | 0       | 2        | n.c.       |
| 1975   | Embassy Racing with Graham Hill                    | Lola T370 Lola T371 Hill GH1 | Ford Cosworth V8 | Goodyear           | 6           | 0               | 0       | 2        | n.c.       |
| 1976   | Martini Racing Hesketh Racing with Rizla Penthouse | BT45 308D                    | Ford Cosworth V8 | Goodyear           | 3           | 0               | 0       | 1        | n.c.       |
| 1978   | Arrows Racing Team                                 | FA1 A1                       | Ford Cosworth V8 | Goodyear           | 9           | 1               | 0       | 2        | 19e        |

## Victoires en championnat d'Europe de la montagne
- 1967 : 
  - Rossfeld
  - Mont Ventoux
  - Cesana Sestrières
  - Gaisberg (Porsche 910 Bergspyder)

- 1970
  - Schauinsland (Brabham BT30)

## Titre sur voitures de Tourisme
- Champion Deutsche Rennsport Meisterschaft (DRM) en 1977, sur Porsche 935 ;
- Vice-champion DRM en 1982, sur Porsche 936 et CK5, ainsi que URD C81.

## Victoires et podiums en endurance
- Targa Florio : 1967 ;

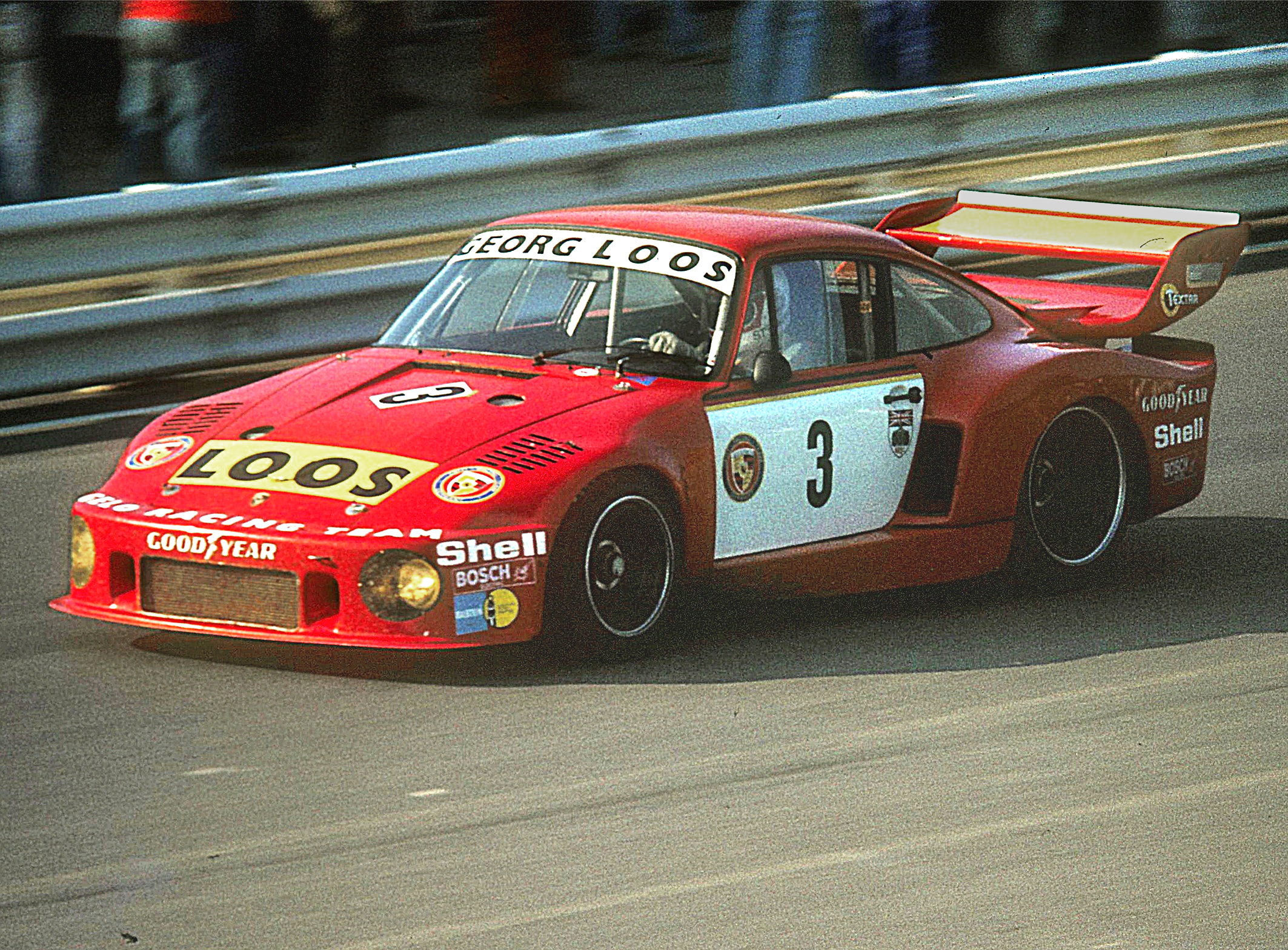
Rolf Stommelen sur Porsche aux 1000 km du Nürburgring en 1977.

- 24 Heures de Daytona : 1968, 1978, 1980 et 1982 ;
- 1 000 kilomètres de Paris : 1968 ;
- Tests du Mans : 1969 ;
- 1 000 kilomètres du Nürburgring (ou 6 Heures) : 1972, 1977, 1980 ;
- 6 Heures de Monza : 1974 ;
- Coppa Florio Pergusa : 1976 ;
- 6 Heures de Watkins Glen : 1976 ;
- 6 Heures de Mugello : 1977 ;
- 6 Heures de Mosport : 1981 ;
- 500 miles Pabst Road America (Elkhart Lake) : 1981 (alors inscrite au WSC).

Note : aux 24 Heures du Mans, en treize participations entre 1965 et 1982, il termine six fois dans les dix premiers, trois fois dans les cinq premiers, second en 1979, troisième en 1968, et quatrième en 1976. Il finit aussi cinquième du challenge mondial FIA des pilotes d'endurance en 1978.

## Victoire en ETCC
- 1974 : Zandvoort.

## Victoires en DRM
Dix victoires :
- 1973 : Diepholz ;
- 1974 : Nürburgring Eifelrennen (4e du DRM) ;
- 1977 : Nürburgring course 1, Mainz-Finthen, Norisring, Diepholz et Nürburgring course 2 ;
- 1980 : Zolder ;
- 1982 : Wunstorf et Hockenheim.

## Victoires en Interserie
Quatre victoires :
- 1979 : Nürburgring, Ulm et Kassel-Calden ;
- 1980 : Nürburgring.

## Diverses victoires
- Coupe du Nürburgring (Goodyear, 300 kilomètres) : 1975 ;
- 200 miles de Nuremberg : 1979 ;
- 500 miles de Mid-Ohio (le "Lumbermens 500") : 1981.